# Bteibat
Bteibat (tiếng Ả Rập: بطيباط) là một ngôi làng Syria nằm ở Jisr al-Shughur Nahiyah ở huyện Jisr al-Shughur, Idlib. Theo Cục Thống kê Trung ương Syria (CBS), Bteibat có dân số 247 trong cuộc điều tra dân số năm 2004.